# San Juan Talpa
San Juan Talpa est une municipalité du département de La Paz au Salvador.